# سپو ویلدرسون
سپو ویلدرسون (استونیایی: Seppo Vilderson؛ زادهٔ ۷ فوریهٔ ۱۹۶۳) بازیکن فوتبال اهل استونی بود.
وی همچنین در تیم ملی فوتبال استونی بازی کرده‌است.